# Нагирняк, Дмитрий Васильевич
Дмитрий Васильевич Нагирняк (1909-1944) — советский офицер-танкист во время Великой Отечественной войны, Герой Советского Союза (13.09.1944, посмертно). Гвардии подполковник.

## Биография
Дмитрий Нагирняк родился 5 апреля 1909 года в селе Желобы (ныне — Томашпольский район Винницкой области Украины). После окончания семи классов школы работал в сельском хозяйстве. В сентябре 1928 года Нагирняк был призван на службу в Рабоче-крестьянскую Красную Армию. В 1931 году он окончил Бакинскую пехотную школу комсостава РККА им. Серго Орджоникидзе, в 1934 году — курсы усовершенствования командного состава.
С июля 1941 года — на фронтах Великой Отечественной войны. С октября 1941 года капитан Д. В. Нагирняк — начальник штаба 24-го танкового полка 24-й танковой бригады в составе 43-й и 20-й армий на Западном фронте. Участвовал в обороне и наступлении под Москвой. За личное участие в танковых атаках на деревни Надеждино, Троицкое, Семенково и Покровско-Жуково и уничтожение одного танка, двух бронемашин и другой военной техники награждён орденом Красного Знамени (7 февраля 1942).
С марта 1943 года — начальник штаба 197-й танковой бригады в Уральском военном округе. С июля 1943 года вновь на фронте, воевал в составе 4-й танковой армии на Западном и Брянском фронтах, участвовал в Орловской наступательной операции.
К лету 1944 года гвардии подполковник Дмитрий Нагирняк был заместителем по строевой части командира 22-й гвардейской танковой бригады 5-го гвардейского танкового корпуса 6-й танковой армии 2-го Украинского фронта. Отличился во время Ясско-Кишинёвской операции.
Когда во время наступления управление войсками было нарушено, Нагирняк принял на себя обязанности командира бригады и успешно ей руководил. 24 августа 1944 года бригада Нагирняка с ходу прорвала вражеский укрепрайон в районе населённого пункта Войнешти в 10 километрах к юго-западу от Ясс, а затем вышла к городу Тикуч. 
25 августа Дмитрий Нагирняк возглавил танковую атаку, его танкисты ворвались в город, посеяли панику среди обороняющихся. Город был взят, однако в этом бою 5-й гвардейский танковый корпус потерял сразу нескольких военачальников: были убиты командир корпуса В. М. Алексеев, начальник разведки корпуса Петров и комбриг Нагирняк. Гвардии генерал-лейтенант Алексеев и гвардии подполковник Нагирняк похоронены в городе Бельцы.
Указом Президиума Верховного Совета СССР от 13 сентября 1944 года за мужество и героизм, проявленные в борьбе с немецкими захватчиками гвардии подполковник Дмитрий Нагирняк посмертно был удостоен высокого звания Героя Советского Союза.
На родине героя, в селе Желобы, в его честь названа улица и установлен мемориал.

## Награды
- Герой Советского Союза (13 сентября 1944, посмертно);
- орден Ленина (13 сентября 1944, посмертно);
- орден Красного Знамени (7 февраля 1942);
- орден Красной Звезды (3 ноября 1944);
- Медаль «За оборону Москвы».